# Продається все. Джефф Безос та ера Amazon
Продається все. Джефф Безос та ера Amazon (англ. The Everything Store: Jeff Bezos and the Age of Amazon) — нехудожня книга Бреда Стоуна, журналіста Bloomberg Businessweek, колишнього репортера The New York Times. Вперше опублікована 2013 року. 2017 року перекладена українською мовою видавництвом «Наш формат».

## Огляд книги
Вичерпна історія Amazon, однієї з найуспішніших компаній світу, та її керівника — блискучого засновника Джеффрі Безоса, уродженця Сан-Франциско. Автору вдалось отримати доступ до теперішніх та колишніх працівників компанії, членів сім‘ї Безоса, передаючи читачу першу повноцінну життєву картину Amazon.
На початку своєї діяльності компанія розпочинала бізнес з продажу книг через електронну пошту, але Безосу здавалось цього замало. Він не мріяв зажити слави продавця книг та мав грандіозніші плани — перетворити компанію на простір, де можна знайти що завгодно, та який функціонуватиме на основі таких принципів:
- необмежений вибір товарів;
- зручність для клієнта;
- порівняно низькі ціни.

В цьому йому допомогла розробка та введення корпоративної культури неприборканих амбіцій та секретності, яка й досі не втратила актуальності.
Безос постійно перебуває в погоні за новими ринками, ідеями, не дотримується правил, а натомість встановлює свої, наражаючи певною мірою компанію на ризики, та цілком трансформує роздрібну торгівлю, як в свій час [Генрі Форд] революціонував виробництво автомобілів.
«Продається все» — це книжка-біографія компанії Amazon, яка зайняла одне з перших місць в мережі Інтернеті та назавжди змінила принципи купівлі, продажу та читання.

## Переклад українською
- Стоун, Бред. Продається все. Джефф Безос та ера Amazon (серійна) / пер. Наталія Валевська. К.: Наш Формат, 2017. — 400 с. — ISBN 978-617-7552-03-0